# Raionul Liubeșiv, Volînia
Liubeșiv (în ucraineană Любешівський район, transliterat: Liubeșivskîi raion) este un raion în regiunea Volînia, Ucraina. Reședința sa este așezarea de tip urban Liubeșiv.

## Demografie
Componența lingvistică a raionului Liubeșiv
     Ucraineană (99,47%)
     Alte limbi (0,5%)
Conform recensământului din 2001, majoritatea populației raionului Liubeșiv era vorbitoare de ucraineană (99,47%), existând în minoritate și vorbitori de alte limbi.